# Apicio (I secolo a.C.)
Apicio (... – I secolo a.C.) è stato un antico Romano, vissuto negli anni 90 del I sec. a.C., famoso per aver superato tutti i suoi contemporanei in spese senza freni.
Secondo Posidonio, Apicio fu responsabile dell'esilio di Publio Rutilio Rufo, autore di una storia di Roma in greco e famoso per la modestia dei suoi divertimenti.
Come nota Tertulliano, egli diede il suo nome a una serie di gastronomi e ricettari a lui posteriori, tra i quali spiccano Marco Gavio Apicio e un Apicio vissuto nel II secolo.
Il nome "Apicio" non era trasmesso come cognome, ma apparentemente usato come soprannome col significato di "goloso". Per la stessa ragione il nome "Apicio" fu ritenuto appropriato per un ricettario e applicato al testo tardo-latino noto come Apicio e agli Excerpta Apicii attribuiti a Vinidario.